# Li Shiu Tong
Li Shiu Tong (en chino: 李兆堂, 9 de enero de 1907 - 5 de octubre de 1993) fue un estudiante de medicina, sexólogo y activista LGBTQ de Hong Kong a principios del siglo XX, conocido como el compañero del sexólogo alemán Magnus Hirschfeld.

## Primeros años de vida
Li Shiu Tong nació en el Hong Kong británico, hijo de Li Wing Kwong, un rico propietario de un banco local y terrateniente chino. En 1924, fue a la Universidad de St. John, Shanghai para estudiar medicina, pero abandonó sus estudios en 1931 para dedicarse a estudiar sexología con Magnus Hirschfeld, quien fue su maestro, mentor y presumiblemente amante.

## Inicios de su carrera y gira mundial
Li conoció a Hirschfeld en una conferencia pública para feministas chinas en China United Apartments en 1931. Li recordó que "sus conferencias [eran] sobre la variación sexual humana, particularmente sobre la homosexualidad, un tema aún ignorante y controvertido". Después de la conferencia, Li se acercó a Hirschfeld, quien afirmó "[Li] se ofreció a mí, después de mi primera conferencia en Shanghai, como 'compañero' y 'protector', para cuidarme y ayudarme a donde quisiera viajar en China, en particular para estar a mi lado como intérprete chino". Su padre aprobó que Li acompañara a Hirschfeld y esperaba que su hijo se convirtiera en "el Hirschfeld de China". Hirschfeld lo apodó "Tao Li" (también escrito Taoli; en chino: 桃李; transl. alumno destacado; también una referencia al uso de duraznos como símbolo de la homosexualidad en la cultura china), un nombre con el que sería conocido por otros en sus círculos. Li terminó traduciendo para Hirschfeld en una reunión con el ministro de Salud del Kuomintang sobre "prostitución, control de la natalidad y homosexualidad".
Poco después, Li abandonó la escuela de medicina a la edad de 24 años para seguir una carrera con Hirschfeld, que esperaba que terminara con la posibilidad de estudiar en una universidad europea. Li parece estar subrepresentado cuando se habla de sexología y de la gira mundial en la que él y Hirschfeld se embarcaron. Li nunca expresó explícitamente sus opiniones políticas; sin embargo, hubo repetidas referencias a las opiniones de los "estudiantes chinos" sobre el imperialismo, lo que probablemente se refería a Li, ya que no hubo muchas reuniones con estudiantes chinos. Hubo muchos casos de racismo contra Li a lo largo de la gira mundial. Por ejemplo, a Li no se le permitió abandonar el barco para entrar en Manila, ocupada por los estadounidenses, hasta que obtuvo una autorización especial debido a la Ley de Inmigración de 1924 y la Ley de Exclusión China de 1882. Él y Hirschfeld terminaron regresando a Europa el 17 de marzo de 1932 en Atenas. El plan original era regresar a Berlín para que Li pudiera terminar la escuela de medicina y trabajar en el Institut für Sexualwissenschaft, pero esto se vio frustrado por la creciente influencia del Partido Nazi en Alemania. Allí conocieron al otro amante de Hirschfeld, Karl Giese. Según Giese, se llevaban bien y describió a Li como "muy agradable y amistoso conmigo", pero un conocido de Hirschfeld dijo: "Ahora está viviendo con ambos amores (Tao y Karl). Y la mejor parte es que ambos están muy celosos del viejo. ¿Y si eso no es amor verdadero?" Li y Hirschfeld pasaron muchos años en el exilio, y Li actuó como secretario de Hirschfeld. Pasaron algunos años separados cuando Li asistía a la Universidad de Viena para estudiar medicina, mientras Hirschfeld vivía en la neutral Suiza. Durante este exilio, Li presentó un documento con su nombre y el de Hirschfeld al Congreso de la Liga Mundial para la Reforma Sexual en Brno, Checoslovaquia. Este artículo fue uno de los primeros en cubrir ampliamente a las personas intersexuales, así como la idea de que la homosexualidad no era una enfermedad, sino más bien una variación humana natural influenciada por la disposición y el entorno. Antes de morir Hirschfeld, Li estudió en la Universidad de Zurich. Robert Hichens escribiría una novela sobre la vida de Hirschfeld y Li en Francia durante los últimos años del primero, titulada Lo que está oculto, publicada en 1939.

## La vida después de Hirschfeld
Li y Giese fueron nombrados herederos principales en el testamento de Hirschfeld, en el que estipuló que le daría a Li una herencia para continuar el legado de Hirschfeld. Según Giese, "Tao está bastante asustado... Aparte de la pérdida personal, las responsabilidades que papá le ha impuesto [quasi auferlegt] son un poco opresivas a la luz de su juventud... Es una herencia tan honorable como obligatoria, obligatoria en la mayor medida posible, de modo que Tao ni siquiera sabe si debe aceptarla". Li terminó aceptando la tarea a los 28 años sin título médico, sin documentos a su nombre y sin el respaldo del ahora destruido Instituto de Ciencias Sexuales. Sin embargo, no pudo cumplir con la tarea y, después de la muerte de Hirschfeld, entró en un período de "deriva", en el que utilizó el dinero de la familia para viajar por Europa y América del Norte y estudiar en numerosas universidades, incluida Harvard, sin llegar a completar un programa de grado ni tomar ningún examen. Luego regresó a Hong Kong en 1960 antes de establecerse en Canadá para la última fase de su vida en 1974. Durante sus viajes conservó los objetos personales de Hirschfeld había heredado.

## Sexología
Li comenzó su manuscrito sobre una nueva teoría de la sexología en la década de 1980, que parecía estar sólo parcialmente terminado con 16 páginas. También parece que faltan partes que no fueron recuperadas de la basura y por lo tanto presumiblemente residen en el vertedero Delta de Vancouver. Se dice que el manuscrito incluye el primer libro de Li, "El Instituto de Ciencias S. en Berlín/Larga introducción/Historia (mezclada con ciencia) el libro completo", que parece ser un relato de investigación sexológica combinado con un thriller psicológico sobre escapar de Alemania, parcialmente basado en el propio escape de Li y Hirschfeld. El libro describe el tiempo en que Li evadió a las autoridades alemanas, que buscaban registros de "los comportamientos sexuales de pacientes extranjeros" para obtener acceso a material de chantaje sobre el comportamiento sexual de funcionarios extranjeros. Li intercaló sus numerosas aventuras posteriores a Hirschfeld con sus hallazgos. No menciona nada de su relación amorosa con Hirschfeld. Li escribió sustancialmente sobre cómo consideraba el género no como algo absoluto, sino como un continuo, y argumentó que las minorías sexuales son naturales. Sin embargo, rompió con las creencias comunes al afirmar que "el homosexual no nace, se hace" y afirmó que la homosexualidad es la defensa de la naturaleza contra la superpoblación. También creía que había muchas personas transgénero, de las que afirmaba que eran "la humanidad más interesante. Una humanidad sexual compleja. El Dr. [Hirschfeld] era la mejor autoridad en este tema. De hecho, él lo descubrió. El comportamiento de los travestis ayudó a explicar algo del comportamiento de los homosexuales, bisexuales e incluso heterosexuales". También afirmó que la homosexualidad era mucho más común de lo que la gente pensaba, afirmando que "los humanos eran 40 por ciento bisexuales, 30 por ciento heterosexuales, 20 por ciento homosexuales y 10 por ciento otros". El factor clave que lo distinguía de Hirschfeld era que Li no descartaba por completo la idea de que la homosexualidad en la sexualidad y el género puede verse afectada por el entorno, lo que se alejaba de las afirmaciones de Hirschfeld de que la homosexualidad solo se debe a la biología como una respuesta natural a la superpoblación.

## Muerte y legado
Li Shiu Tong murió el 5 de octubre de 1993 en el Hospital St. Paul, Vancouver, Canadá a la edad de 86 años. El hermano menor de Li se ocupó de sus asuntos, y muchos de sus manuscritos y pertenencias terminaron en un contenedor de basura cerca de su apartamento. Un vecino recuperó "un viejo pasaporte alemán de los años 30, fotografías en blanco y negro, papeles, un pequeño diario lleno de garabatos, algunas cartas, muchos ejemplares de una revista francesa llamada Voilà fr, y... la máscara mortuoria de Hirschfeld." Ralf Dose, quien escribió Magnus Hirschfeld: Los orígenes del movimiento de liberación gay, encontró una lista de los artículos ocho años después y los obtuvo junto con los libros de Li de su hermano, quien afirmó que conservó los libros porque Li había arriesgado su vida para salvarlos de la Alemania nazi. La mayor parte del manuscrito probablemente terminó en el vertedero del Delta.